# Bayburt (pokrajina)
Pokrajina Bayburt (tur.: Bayburt ili) je pokrajina u sjeveroistočnom dijelu Turske. Prema podacima s kraja 2010. godine, pokrajina ima 74.412 stanovnika i površinu od 3.652 km2.
Glavni grad pokrajine je Bayburt.

## Okruzi i gradovi
Pokrajina je podijeljena na tri okruga:
- Aydıntepe
- Bayburt i
- Demirözü.

U okrugu se nalaze sljedeći gradovi (s brojem stanovnika):
- Bayburt (32.141)
- Aydıntepe (2.663)
- Gökçedere (2.389)
- Demirözü (2.137)
- Arpalı (1.934) i
- Konursu (1.569).

## Klima
Prema Köppenovoj klasifikaciji klime, u pokrajini vlada vlažna kontinentalna klima. 
Prosječna godišnja temperatura iznosi oko 6,7 °C. Najtopliji mjesec u godini je srpanj s prosječnom temperaturom od 17,8 °C dok je najhladniji siječanj kada prosječna temperatura iznosi oko -6,1 °C.

## Vanjskr poveznice
- službena web stranica guvernera Bayburta
- Bayburt, informacije o vremenskoj situaciji